# De Reyger

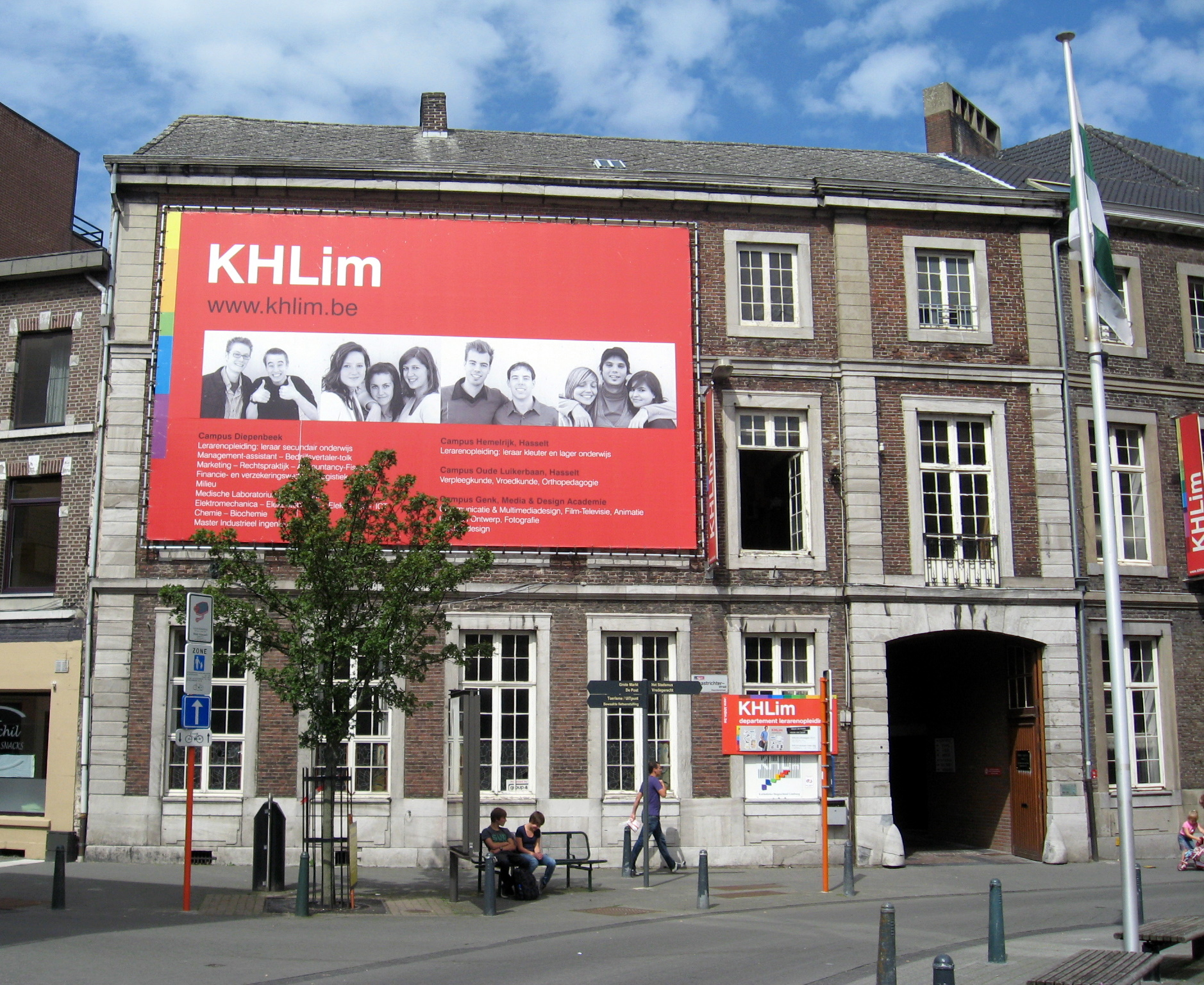
De Reyger op de campus Katholieke Hogeschool Limburg in Hasselt.

De Reyger is een herenhuis aan de Maastrichterstraat 96 te Hasselt.
Het huis werd gebouwd in 1782. De zes linkse traveeën dateren uit die tijd en zijn in classicistische stijl uitgevoerd. De meest rechtse van deze zes bevat de koetspoort. In het vierde kwartaal van de 19e eeuw werden rechts daarvan nog 5 traveeën in neoclassicistische stijl toegevoegd.
Het interieur is deels in empirestijl, en er is een trap in Lodewijk XVI-stijl. Het interieur bevat muurschilderingen van de Luikse schilder Danthine.
Het huis werd onder meer bewoond door een rentenier en een notaris. Uiteindelijk werd het gekocht door de Zusters Kindsheid Jesu. Deze richtten hier een normaalschool voor onderwijzeressen in, die tussen 1956 en 1999 elders was gehuisvest. De Reyger, dat in 1980 de monumentenstatus had verkregen, ging deel uitmaken van het achterliggende klooster aan het Hemelrijk. Nadat de lerarenopleiding van de zusters opging in de Katholieke Hogeschool Limburg en het klooster werd verlaten ,werd het huis De Reyger geïntegreerd in de Campus Hemelrijk van de hogeschool waar zich het departement van de lerarenopleiding bevindt.